# Orange (Vaucluse)
 For alternative betydninger, se Orange (flertydig). (Se også artikler, som begynder med Orange)
Orange (tidligere Arausio) er en fransk kommune beliggende i Provence-Alpes-Côte d'Azur i Vaucluse i Rhonedalen.

## Verdensarvssted
Det romerske teater, dets omgivelser og "Triumfbuen" i Orange blev i 1981 opført på UNESCOs liste over verdensarven.